# Musée de l'art photographique
Le Musée de l'art photographique (en danois : Museet for Fotokunst - MFF) est un musée situé à Odense au Danemark.
Ouvert en 1984 en tant que musée indépendant, il est intégré en 2014 au musée d'art de la ville, le Musée Brandts (da).